# UAE Tour 2025
Die UAE Tour 2025 war die 7. Austragung des Etappenrennens in den Vereinigten Arabischen Emiraten. Das Radrennen fand vom 17. bis zum 23. Februar 2025 im Rahmen von sieben Etappen statt und ist Teil der UCI WorldTour 2025. Die UAE Tour Women fand vom 6. bis 9. Februar statt.
Den Gesamtsieg sicherte sich der Slowene Tadej Pogačar (UAE Team Emirates-XRG), der beide Bergankünfte gewann und sich mit einem Vorsprung von einer Minute und 14 Sekunden vor dem Italiener Giulio Ciccone (Lidl-Trek) durchsetzte. Der dritte Gesamtrang ging an den Spanier Pello Bilbao (Bahrain Victorious) mit einem Rückstand von einer Minute und 19 Sekunden. In der Nachwuchswertung setzte sich der Gesamtvierte Spanier Iván Romeo (Movistar Team) durch, während sich Jonathan Milan (Lildl-Trek) mit zwei Etappensiegen die Punktewertung sicherte. Die Zwischensprintwertung ging an den Serben Đorđe Đurić (Solution Tech-Vini Fantini). Die Mannschaftswertung sicherte sich das Movistar Team.
Die UAE Tour Women fand vom 6. bis 9. Februar statt.

## Streckenführung
Insgesamt legten die Fahrer auf den sieben Etappen 1013,2 Kilometer zurück. Es standen vier flache Etappen und zwei Bergankünfte sowie ein Einzelzeitfahren am Programm. Die Rundfahrt begann wie im Vorjahr mit einem flachen Abschnitt in der Liwa-Oase. Tags drauf wurde ein 12,2 Kilometer langes Zeitfahren auf der Hudayriat Insel ausgetragen, ehe die Strecke am dritten Tag durch das Hadschar-Gebirge auf den Jebel Jais führte, der mit 1491 Metern Seehöhe den höchsten Punkt des Etappenrennens darstellte. Anschließend folgten drei flachen Etappen, wobei  Umm al-Qaiwain, Dubai und Abu Dhabi als Zielorte dienten. Die Abschlussetappe endete erneut mit einer Bergankunft auf dem Jebel Hafeet (1025 m).
| Etappe         | Datum                | Strecke                             | Typ                 | km     |
| -------------- | -------------------- | ----------------------------------- | ------------------- | ------ |
| 1              | Mo, 17. Februar 2025 | Zayed City – Mezairaa               | Mittelgebirgsetappe | 138    |
| 2              | Di, 18. Februar 2025 | Hudayriat Island – Hudayriat Island | Einzelzeitfahren    | 12,2   |
| 3              | Mi, 19. Februar 2025 | Ra’s al-Chaima – Jebel Jais         | Hochgebirgsetappe   | 181    |
| 4              | Do, 20. Februar 2025 | Fujairah – Umm al-Qaiwain           | Mittelgebirgsetappe | 181    |
| 5              | Fr, 21. Februar 2025 | Dubai – Dubai                       | Flachetappe         | 160    |
| 6              | Sa, 22. Februar 2025 | Abu Dhabi – Abu Dhabi               | Flachetappe         | 165    |
| 7              | So, 23. Februar 2025 | Al Ain – Jebel Hafeet               | Hochgebirgsetappe   | 176    |
| Gesamtdistanz: | Gesamtdistanz:       | Gesamtdistanz:                      | Gesamtdistanz:      | 1013,2 |

## Reglement
Im Rahmen der 7. Auflage wurden Trikots für die Gesamtwertung (rot), Punktwertung (grün), Zwischensprintwertung (schwarz) und Nachwuchswertung (weiß) vergeben.
Die Punktewertung setzte sich aus den Zielankünften und den Zwischensprints zusammen. Pro Etappe (mit Ausnahme des Zeitfahrens) wurden zwei Zwischensprints ausgetragen, die im Kampf um das schwarze Trikot von Bedeutung waren. Zudem gab es die Möglichkeit Zeitbonifikationen zu gewinnen, um sich in der Gesamtwertung zu verbessern. Die Vergabe der Sekunden sowie der Punkte wird in der folgenden Tabelle erklärt.
|                 |                | 1. | 2. | 3. | 4. | 5. | 6. | 7. | 8. | 9. | 10. | Platz    |
| Punktewertung   | Zielankunft    | 20 | 16 | 12 | 9  | 7  | 5  | 4  | 3  | 2  | 1   | Punkte   |
| Punktewertung   | Zwischensprint | 8  | 5  | 3  | 1  |    |    |    |    |    |     | Punkte   |
| Bonussekununden | Zielankunft    | 10 | 6  | 4  |    |    |    |    |    |    |     | Sekunden |
| Bonussekununden | Zwischensprint | 3  | 2  | 1  |    |    |    |    |    |    |     | Sekunden |

## Teilnehmende Mannschaften und Fahrer
Neben 15 der 18 UCI WorldTeams gingen auch 5 UCI ProTeams bei der Rundfahrt an den Start. Für jede Mannschaft waren sieben Fahrer startberechtigt, wobei Chris Harper (Team Jayco AlUla) nicht an den Start der ersten Etappe ging.
Als Top-Favorit galt der amtierende Weltmeister Tadej Pogačar (UAE Team Emirates-XRG), der sein Saison-Debüt bei der UAE Tour gab. Neben dem Vorjahressieger Lennert Van Eetvelt (Lotto) starten auch Carlos Rodríguez (Ineos Grenadiers), Felix Gall (Decathlon AG2R La Mondiale Team), Giulio Ciccone (Lidl-Trek), Einer Rubio (Movistar Team), Pello Bilbao (Bahrain Victorious), Sergio Higuita (XDS Astana Team), Oscar Onley (Team Picnic PostNL), Finn Fisher-Black (Red Bull-Bora-hansgrohe) und Michael Storer (Tudor Pro Cycling Team) bei der Rundfahrt.
Mit Jasper Philipsen (Alpecin-Deceuninck), Tim Merlier (Soudal Quick-Step), Jonathan Milan (Lidl-Trek), Olav Kooij (Team Visma-Lease a Bike), Dylan Groenewegen (Team Jayco AlUla), Fabio Jakobsen, Tobias Lund Andresen (beide Team Picnic PostNL), Sam Welsford (Red Bull-Bora-hansgrohe), Fernando Gaviria (Movistar Team), Sebastián Molano (UAE Team Emirates-XRG), Phil Bauhaus (Bahrain Victorious), Gerben Thijssen (Intermarché-Wanty), Arvid de Kleijn (Tudor Pro Cycling Team) und Aaron Gate (XDS Astana Team) gingen gleich mehrere Top-Sprinter an den Start.
Im Einzelzeitfahren der 2. Etappe galten neben Tadej Pogačar auch Joshua Tarling (Ineos Grenadiers), Jay Vine, Mikkel Bjerg (UAE Team Emirates-XRG) und Stefan Bissegger (Decathlon AG2R La Mondiale Team) als Favoriten.
Paul Seixas, der im Jahr 2024 Zeitfahrweltmeister der Junioren geworden war, bestritt bei der UAE Tour sein erstes UCI-WorldTour-Rennen für das Decathlon AG2R La Mondiale Team.
| UCI WorldTeams | UCI WorldTeams                  | UCI WorldTeams | UCI WorldTeams          | UCI WorldTeams | UCI WorldTeams          | UCI ProTeams | UCI ProTeams                  |
| -------------- | ------------------------------- | -------------- | ----------------------- | -------------- | ----------------------- | ------------ | ----------------------------- |
| ADC            | Alpecin-Deceuninck              | IGD            | Ineos Grenadiers        | DFP            | Team Picnic PostNL      | IPT          | Israel-Premier Tech           |
| ARK            | Arkéa-B&B Hotels                | GFC            | Intermarché-Wanty       | TVL            | Team Visma-Lease a Bike | LOT          | Lotto                         |
| TBV            | Bahrain Victorious              | LTK            | Lidl-Trek               | UAD            | UAE Team Emirates-XRG   | TFT          | Solution Tech-Vini Fantini    |
| COF            | Cofidis                         | MOV            | Movistar Team           | XAT            | XDS Astana Team         | TUD          | Tudor Pro Cycling Team        |
| DAT            | Decathlon AG2R La Mondiale Team | RBH            | Red Bull-Bora-hansgrohe |                |                         | VBF          | VF Group-Bardiani CSF-Faizanè |
| EFE            | EF Education-EasyPost           | SOQ            | Soudal Quick-Step       |                |                         |              |                               |
| GFC            | Groupama-FDJ                    | JAY            | Team Jayco AlUla        |                |                         |              |                               |

## Rennverlauf und Ergebnisse
Die 1. Etappe endete in einem Massensprint, den Jonathan Milan (Lidl-Trek) vor Finn Fisher-Black (Red Bull-Bora-hansgrohe) und Tobias Lund Andresen (Picnic PostNL) gewann. Auf der ansteigenden Zielgerade eröffnete Tadej Pogačar (UAE Team Emirates-XRG) den Zielsprint bereits rund 300 Meter vor dem Ziel, ehe er von den anderen Fahrern überholt wurde und schlussendlich den zehnten Rang belegte. Jasper Philipsen (Alpecin-Deceuninck) überquerte den Zielstrich zwar als Zweiter, wurde jedoch aufgrund seiner Fahrweise zurückversetzt. Mit seinem zweiten Platz sicherte sich Finn Fisher-Black sechs Bonussekunden und liegt vier Sekunden hinter dem gesamtführenden Jonathan Milan.
Das Zeitfahren der 2. Etappe gewann der Brite Joshua Tarling (Ineos Grenadiers) mi einem Vorsprung von 13 Sekunden vor dem Schweizer Stefan Bissegger (Decathlon AG2R La Mondiale Team). Tadej Pogačar wurde Dritter mit einem Rückstand von 18 Sekunden. Joshua Tarling übernahm die Gesamtführung von Jonathan Milan, der mehr als eine Minute verlor. Der Vorjahressieger Lennert Van Eetvelt (Lotto) büßte 46 Sekunden ein und lag zwischenzeitlich auf dem 15. Gesamtrang.
Die erste Bergankunft auf dem Jebel Jais gewann Tadej Pogačar im Sprint aus einer größeren Gruppe, womit er zugleich die Gesamtwertung von Joshua Tarling übernahm, der das Ziel mit einem Rückstand von 26 Sekunden als 21. erreichte. Hinter dem Weltmeister folgten Oscar Onley (Picnic PostNL) und Felix Gall (Decathlon AG2R La Mondiale) auf den weiteren Plätzen, während auch Lennert Van Eetvelt, Giulio Ciccone (Lidl-Trek) und Finn Fisher-Black mit der gleichen Zeit wie der Etappensieg er gewertet wurden. In der Gesamtwertung lag Tadej Pogačar nun 18 Sekunden vor Joshua Tarling und 23 Sekunden vor Pablo Castrillo (Movistar Team).
Die 4. Etappe endete in einem Massensprint, den Jonathan Milan vor Tim Merlier (Soudal Quick-Step) und Jasper Philipsen gewann. Im Finale kam es aufgrund des zu Windstaffeln im Hauptfeld, wobei keiner der Gesamtklassement-Fahrer an Zeit verlor. Beim ersten Zwischensprint sicherte sich Finn Fisher-Black ein Bonussekunde.
Auf der 5. Etappe überraschte der gesamtführende Tadej Pogačar mit einem Angriff auf dem flachen Teilstück um Dubai. Der Slowenen schloss rund 140 Kilometer vor dem Ziel mit einer kleinen Gruppe zu den Ausreißern auf und sicherte sich in den nachfolgenden Zwischensprints drei Bonussekunden. Der Vorjahressieger Lennert Van Eetvelt folgte dem Angriff des Weltmeisters und holte ebenfalls drei Bonussekunden. Die Etappe endete jedoch in einem Massensprint, den der Belgier Tim Merlier vor Matteo Malucelli (XDS Astana Team) und Jonathan Milan gewann. Die Finale Phase wurde dabei von zwei Stürzen überschattet, die dazu führten, dass Pablo Castrillo (Movistar Team), Felix Gall, Paul Seixas (beide Decathlon AG2R La Mondiale) und Carlos Rodríguez (Ineos Grenadiers) wertvolle Zeit im Gesamtklassement verloren. Tadej Pogačar führt die Rundfahrt nun mit einem Vorsprung von 21 Sekunden vor Joshua Tarling an.
Die 6. Etappe endete in einem Massensprint den Tim Merlier vor Jasper Philipsen und Jonathan Milan gewann. Aufgrund der Stürze am Vortag gingen neben Dylan Groenewegen (Team Jayco AlUla), Fernando Gaviria (Movistar) und Paul Seixas mehrere Fahrer nicht an den Start des vorletzten Abschnitts.
Die abschließende 7. Etappe endete mit einer Bergankunft auf dem Jebel Hafeet. Eine Vorentscheidung fiel jedoch bereits nach rund 50 Kilometern, als das Hauptfeld aufgrund des Seitenwindes zerfiel. Es bildete sich eine rund 40 Fahrer umfassende Spitzengruppe, in der mit Tadej Pogačar, Joshua Tarling und Iván Romeo (Movistar) die ersten drei Fahrer des Gesamtklassements vertreten war. Auch Finn Fisher-Black, Giulio Ciccone, Pello Bilbao (Bahrain Victorious), Harold Tejada (XDS Astana) und Oscar Onley schafften den Sprung in die erste Gruppe, während mit Jay Vine und Lennert Van Eetvelt zwei Fahrer den Top 10 frühzeitig distanziert wurden. Im Anstieg des Jebel Hafeet erwies sich Tadej Pogačar einmal mehr als stärkster Fahrer und gewann die Etappe mit einem Vorsprung von 33 Sekunden, nachdem er bereits 7,5 Kilometer vor dem Ziel angegriffen hatte. Dahinter folgten Giulio Ciccone und Pello Bilbao, die mit ihren Leistungen auch auf das abschließende Podium vorrückten. Schlussendlich gewann Tadej Pogačar seine dritte UAE Tour mit einem Vorsprung von einer Minute und 14 Sekunden vor Giulio Ciccone.

### Etappe 1: Zayed City – Mezairaa (138 km)
Der Start erfolgte in Zayed City bei dem Madinat Zayed Shams Solar Park, ehe die Strecke auf der flachen E45 in Richtung Süden zur Liwa-Oase führte. Unmittelbar nach dem Start setzten sich mit Carlos Samudio (Solution Tech-Vini Fantini), Federico Biagini und Manuele Tarozzi (beide VF Group-Bardiani CSF-Faizanè) drei Fahrer vom Hauptfeld ab, die sich die Punkte und Zeitbonifikationen nach 47,5 Kilometern beim ersten Zwischensprint sicherten. Im Anschluss bogen die Fahrer rechts auf die E90 ab. Kurz nach dem Dhafeer Fort ging es auf die Obaid Bin Kenaish Alhameli Street, die die Fahrer zur Moreeb-Düne führte. Bei Kilometer 73,4 erreichten die Fahrer den Moreeb Dune Cycle Path, der kurze Anstiege von mehr als 10 % beinhaltete. Nachdem der 18,1 Kilometer lange Rundkurs zweimal absolviert worden war, wurde unweit der Moreeb-Düne, bei Kilometer 111 der zweite Zwischensprint ausgefahren. Diesmal setzte sich Manuele Tarozzi vor seinem Teamkollegen Federico Biagini, ehe Carlos Samudio als Dritter über den Strich fuhr. Wenig später wurden die Ausreißer vom Hauptfeld eingeholt, aus dem bereits einige Fahrer abgehängt worden waren. Auch Olav Kooij, der Sprinter des Team Visma-Lease a Bike, befand sich zu diesem Zeitpunkt in einer abgehängten Gruppe. Nun ging es auf der welligen Obaid Bin Kenaish Alhameli Street und der flachen E90 zurück nach Liwa. Die letzten 3,5 Kilometer führten vom Liwa Square über die E45 und Al Mahabah Street zum Liwa Palast. Die letzten 1400 Meter stiegen dabei mit rund 5 % an.
| Platz | Fahrer               | Nation | Team                    | Zeit                   |
| ----- | -------------------- | ------ | ----------------------- | ---------------------- |
| 01.   | Jonathan Milan       | ITA    | Lidl-Trek               | 3:31:34 h (39,13 km/h) |
| 02.   | Finn Fisher-Black    | NZL    | Red Bull-Bora-hansgrohe | "                      |
| 03.   | Tobias Lund Andresen | DEN    | Team Picnic PostNL      | "                      |
| 04.   | Lennert Van Eetvelt  | BEL    | Lotto                   | "                      |
| 05.   | Oscar Onley          | GBR    | Team Picnic PostNL      | "                      |
| 06.   | Aaron Gate           | NZL    | XDS Astana Team         | "                      |
| 07.   | Harold Tejada        | COL    | XDS Astana Team         | "                      |
| 08.   | Lionel Taminiaux     | BEL    | Lotto                   | "                      |
| 09.   | Phil Bauhaus         | GER    | Bahrain Victorious      | "                      |
| 10.   | Tadej Pogačar        | SLO    | UAE Team Emirates-XRG   | "                      |

| Platz | Fahrer               | Nation | Team                    | Zeit       |
| ----- | -------------------- | ------ | ----------------------- | ---------- |
| 01.   | Jonathan Milan       | ITA    | Lidl-Trek               | 3:31:24 h  |
| 02.   | Finn Fisher-Black    | NZL    | Red Bull-Bora-hansgrohe | + 0:04 min |
| 03.   | Tobias Lund Andresen | DEN    | Team Picnic PostNL      | + 0:06 min |
| 04.   | Lennert Van Eetvelt  | BEL    | Lotto                   | + 0:10 min |
| 05.   | Oscar Onley          | GBR    | Team Picnic PostNL      | "          |
| 06.   | Aaron Gate           | NZL    | XDS Astana Team         | "          |
| 07.   | Harold Tejada        | COL    | XDS Astana Team         | "          |
| 08.   | Lionel Taminiaux     | BEL    | Lotto                   | "          |
| 09.   | Phil Bauhaus         | GER    | Bahrain Victorious      | "          |
| 10.   | Tadej Pogačar        | SLO    | UAE Team Emirates-XRG   | "          |

### Etappe 2: Hudayriat Island – Hudayriat Island (12,2 km)
Die zweite Etappe wurde in Form eines Einzelzeitfahrens auf dem Al Hudayriyat Cycle Track ausgetragen. Die flache Strecke war bereits im Zeitfahren der vorangegangenen Austragung befahren worden. Nach anfänglichen Passagen mit langen Geraden, folgten in der zweiten Hälfte mehrere teils enge Kurven-Passagen. Nach 5,5 Kilometern wurde die einzige Zwischenzeit genommen.
| Platz | Fahrer             | Nation | Team                            | Zeit                   |
| ----- | ------------------ | ------ | ------------------------------- | ---------------------- |
| 01.   | Joshua Tarling     | GBR    | Ineos Grenadiers                | 0:12.55 h (56,67 km/h) |
| 02.   | Stefan Bissegger   | SUI    | Decathlon AG2R La Mondiale Team | + 0:13 min             |
| 03.   | Tadej Pogačar      | SLO    | UAE Team Emirates-XRG           | + 0:18 min             |
| 04.   | Jay Vine           | AUS    | UAE Team Emirates-XRG           | + 0:21 min             |
| 05.   | Max Walscheid      | GER    | Team Jayco AlUla                | + 0:24 min             |
| 06.   | Pablo Castrillo    | ESP    | Movistar Team                   | + 0:27 min             |
| 07.   | Iván Romeo         | ESP    | Movistar Team                   | + 0:28 min             |
| 08.   | Pello Bilbao       | ESP    | Bahrain Victorious              | + 0:39 min             |
| 09.   | Florian Vermeersch | BEL    | UAE Team Emirates-XRG           | "                      |
| 10.   | Finn Fisher-Black  | NZL    | Red Bull-Bora-hansgrohe         | + 0:40 min             |

| Platz | Fahrer            | Nation | Team                            | Zeit       |
| ----- | ----------------- | ------ | ------------------------------- | ---------- |
| 01.   | Joshua Tarling    | GBR    | Ineos Grenadiers                | 3:44:29 h  |
| 02.   | Stefan Bissegger  | SUI    | Decathlon AG2R La Mondiale Team | + 0:13 min |
| 03.   | Tadej Pogačar     | SLO    | UAE Team Emirates-XRG           | + 0:18 min |
| 04.   | Jay Vine          | SLO    | UAE Team Emirates-XRG           | + 0:21 min |
| 05.   | Pablo Castrillo   | ESP    | Movistar Team                   | + 0:27 min |
| 06.   | Iván Romeo        | ESP    | Movistar Team                   | + 0:28 min |
| 07.   | Finn Fisher-Black | NZL    | Red Bull-Bora-hansgrohe         | + 0:34 min |
| 08.   | Pello Bilbao      | ESP    | Bahrain Victorious              | + 0:39 min |
| 09.   | Bruno Armirail    | FRA    | Decathlon AG2R La Mondiale Team | + 0:41 min |
| 10.   | Harold Tejada     | COL    | XDS Astana Team                 | + 0:42 min |

### Etappe 3: Ra’s al-Chaima – Jebel Jais (181 km)
Die dritte Etappe führte von der Ra’s al-Chaima durch das Hadschar-Gebirge und endete mit einer Bergankunft auf dem Jebel Jais (1491 m). In der frühen Rennphase setzten sich Manuele Tarozzi, Lorenzo Conforti, Federico Biagini (alle VF Group-Bardiani CSF-Faizanè), Carlos Samudio und Đorđe Đurić (beide Solution Tech-Vini Fantini) vom Hauptfeld ab. Die Fahrer passierten den Saqr Park, ehe es über Mina Al Arab auf die Al Marjan Island ging. Hier wurde nach 63,5 Kilometern der erste Zwischensprint ausgefahren. Hier setzte sich  Đorđe Đurić vor Manuele Tarozzi, Carlos Samudio und Federico Biagini durch. Im Anschluss führte die Strecke durch die Al Hamra Industrial Zone zum südlichen Al Saadi Kreisverkehr, ehe es vorbei am Flughafen Ra’s al-Chaima zurück zum Saqr Park ging. Das Stadtgebiet von Ra’s al-Chaima wurde daraufhin im Westen passiert, bevor die Fahrer nach rund 140 Kilometern auf eine kleinere Nebenstraße abbogen, die bei leichten Steigungsprozenten durch das Wadi Haqeel führte. Hier wurde bei Kilometer 142,5 der zweite Zwischensprint ausgefahren. Nachdem die Spitzengruppe zerfallen war, sicherte sich Carlos Samudio vor Federico Biagini und Manuele Tarozzi die meisten Punkte und Zeitbonifikationen, womit er die Führung in der Zwischensprintwertung übernahm. Der 21,1 Kilometer lange Schlussanstieg auf den Jebel Jais begann beim Kreisverkehr des Wadi Shehah. Er wies eine durchschnittliche Steigung von 5,4 % auf und sorgte wie in den vorangegangenen Jahren nur für eine geringe Selektion im Fahrerfeld.
| Platz | Fahrer              | Nation | Team                            | Zeit                 |
| ----- | ------------------- | ------ | ------------------------------- | -------------------- |
| 01.   | Tadej Pogačar       | SLO    | UAE Team Emirates-XRG           | 4:36:04 (39,33 km/h) |
| 02.   | Oscar Onley         | GBR    | Team Picnic PostNL              | "                    |
| 03.   | Felix Gall          | AUT    | Decathlon AG2R La Mondiale Team | "                    |
| 04.   | Lennert Van Eetvelt | BEL    | Lotto                           | "                    |
| 05.   | Giulio Ciccone      | ITA    | Lidl-Trek                       | "                    |
| 06.   | Finn Fisher-Black   | NZL    | Red Bull-Bora-hansgrohe         | "                    |
| 07.   | Iván Romeo          | ESP    | Movistar Team                   | + 0:04 min           |
| 08.   | Pablo Castrillo     | ESP    | Movistar Team                   | "                    |
| 09.   | Matthew Riccitello  | USA    | Israel-Premier Tech             | "                    |
| 10.   | Paul Seixas         | FRA    | Decathlon AG2R La Mondiale Team | "                    |

| Platz | Fahrer              | Nation | Team                    | Zeit       |
| ----- | ------------------- | ------ | ----------------------- | ---------- |
| 01.   | Tadej Pogačar       | SLO    | UAE Team Emirates-XRG   | 8:20:41 h  |
| 02.   | Joshua Tarling      | GBR    | Ineos Grenadiers        | + 0:18 min |
| 03.   | Iván Romeo          | ESP    | Movistar Team           | + 0:23 min |
| 04.   | Pablo Castrillo     | ESP    | Movistar Team           | + 0:24 min |
| 05.   | Finn Fisher-Black   | NZL    | Red Bull-Bora-hansgrohe | + 0:25 min |
| 06.   | Jay Vine            | AUS    | UAE Team Emirates-XRG   | + 0:33 min |
| 07.   | Giulio Ciccone      | ITA    | Lidl-Trek               | + 0:34 min |
| 08.   | Pello Bilbao        | ESP    | Bahrain Victorious      | + 0:35 min |
| 09.   | Harold Tejada       | COL    | XDS Astana Team         | + 0:38 min |
| 10.   | Lennert Van Eetvelt | BEL    | Lotto                   | "          |

### Etappe 4: Fujairah – Umm al-Qaiwain (181 km)
Die vierte Etappe führte von Fujairah am Golf von Oman nach Umm al-Qaiwain am Persischen Golf. Der Start erfolgte Qidfa Beach, ehe es ins Zentrum von Fujairah ging. Nach rund 15 Kilometern begann die Straße auf der E89 im Hadschar-Gebirge leicht anzusteigen. Auf dem höchsten Punkt wurde in Masafi bei Kilometer 47 der erste Zwischensprint ausgefahren, bei dem sich die beiden Ausreißer Đorđe Đurić (Solution Tech-Vini Fantini) und Michael Leonard (Ineos Grenadiers) die meisten Zeitbonifikationen sicherten. Dahinter holte Finn Fisher-Black (Red Bull-Bora-hansgrohe) vor Harold Tejada (XDS Astana Team) die verbliebene Bonussekunde. Im Anschluss ging es auf der E88 bergab nach Thoban. Nachdem die Ausreißer rund 50 Kilometer vor dem Ziel eingeholt worden waren, löste sich eine neue Fluchtgruppe, aus der sich Đorđe Đurić vor seinem Teamkollegen Lorenzo Quartucci und dem VF Group-Bardiani CSF-Faizanè-Duo Manuele Tarozzi und Federico Biagini die meisten Punkte beim zweiten Zwischensprint bei Kilometer 148 sicherte. Nachdem die Strecke auf der E611 verlaufen war, führten die letzten 20 Kilometer in Küstennähe nach Umm al-Qaiwain. Im Finale wurden die Ausreißer gestellt und es kam zu einem Massensprint aus einem großen Hauptfeld.
| Platz | Fahrer                 | Nation | Team                    | Zeit                 |
| ----- | ---------------------- | ------ | ----------------------- | -------------------- |
| 01.   | Jonathan Milan         | ITA    | Lidl-Trek               | 4:03:01 (44,68 km/h) |
| 02.   | Tim Merlier            | BEL    | Soudal Quick-Step       | "                    |
| 03.   | Jasper Philipsen       | BEL    | Alpecin-Deceuninck      | "                    |
| 04.   | Daniel McLay           | GBR    | Team Visma-Lease a Bike | "                    |
| 05.   | Fernando Gaviria       | COL    | Movistar Team           | "                    |
| 06.   | Fabio Jakobsen         | NED    | Team Picnic PostNL      | "                    |
| 07.   | Dylan Groenewegen      | NED    | Team Jayco AlUla        | "                    |
| 08.   | Phil Bauhaus           | GER    | Bahrain Victorious      | "                    |
| 09.   | Steffen De Schuyteneer | BEL    | Lotto                   | "                    |
| 10.   | Gerben Thijssen        | BEL    | Intermarché-Wanty       | "                    |

| Platz | Fahrer              | Nation | Team                    | Zeit       |
| ----- | ------------------- | ------ | ----------------------- | ---------- |
| 01.   | Tadej Pogačar       | SLO    | UAE Team Emirates-XRG   | 12:23:42 h |
| 02.   | Joshua Tarling      | GBR    | Ineos Grenadiers        | + 0:18 min |
| 03.   | Iván Romeo          | ESP    | Movistar Team           | + 0:23 min |
| 04.   | Pablo Castrillo     | ESP    | Movistar Team           | + 0:24 min |
| 05.   | Finn Fisher-Black   | NZL    | Red Bull-Bora-hansgrohe | + 0:26 min |
| 06.   | Jay Vine            | AUS    | UAE Team Emirates-XRG   | + 0:33 min |
| 07.   | Giulio Ciccone      | ITA    | Lidl-Trek               | + 0:34 min |
| 08.   | Pello Bilbao        | ESP    | Bahrain Victorious      | + 0:35 min |
| 09.   | Harold Tejada       | COL    | XDS Astana Team         | + 0:38 min |
| 10.   | Lennert Van Eetvelt | BEL    | Lotto                   | "          |

### Etappe 5: Dubai – Dubai (160 km)
Die fünfte Etappe wurde im Großraum von Dubai auf flachen Straßen ausgetragen. Der Start erfolgte vor der American University in Dubai unweit der Palm Jumeirah, ehe es vorbei an den Emirates Hills zur Dubai Sports City ging. In der frühen Rennphase setzten sich fünf Fahrer vom Hauptfeld ab, ehe sich sechs weitere Fahrer vom Peloton lösten. Initiiert wurde der Angriff vom gesamtführenden Tadej Pogačar (UAE Team Emirates-XRG), der gemeinsam mit seinem Teamkollegen Domen Novak und dem Vorjahressieger Lennert Van Eetvelt zu der Spitzengruppe aufschloss. Die Strecke führte nun von den Arabian Ranches kurzzeitig die Wüste, wo nach 43,9 Kilometern der erste Zwischensprint bei der Al Qudra Cycle Track ausgefahren wurde. Im Sprint sicherte sich Tadej Pogačar vor Lennert Van Eetvelt und Victor Langellotti (Ineos Grenadiers) die meisten Bonussekunden, ehe Carlos Samudio (Solution Tech-Vini Fantini) den verbliebenen Punkt holte. Nach einer Wende kehrten die Fahrer auf gleichem Weg zu den Arabian Ranches zurück, ehe es über die E311 zum Dubai Safari Park ging. Hier erfolgte nach 115,5 Kilometern der zweite Zwischensprint. Diesmal setzte sich der Serbe Đorđe Đurić (Solution Tech-Vini Fantini) durch, der seine Führung in der Zwischensprintwertung weiter ausbaute. Dahinter folgten Manuele Tarozzi (VF Group-Bardiani CSF-Faizanè), Lennert Van Eetvelt und Tadej Pogačar, wobei der letztgenannte Slowene keine Zeitbonifikationen holte. Im Finale führte die Strecke vorbei am Meydan Racecourse in die Gemeinde Nad Al Sheba. Das Ziel befand sich bei der Hamdan Bin Mohammed Smart University. Nachdem die Ausreißer eingeholt worden waren, endete die Etappe in einem Massensprint.
| Platz | Fahrer           | Nation | Team                    | Zeit                 |
| ----- | ---------------- | ------ | ----------------------- | -------------------- |
| 01.   | Tim Merlier      | BEL    | Soudal Quick-Step       | 3:16:55 (48,75 km/h) |
| 02.   | Matteo Malucelli | ITA    | XDS Astana Team         | "                    |
| 03.   | Jonathan Milan   | ITA    | Lidl-Trek               | "                    |
| 04.   | Sam Welsford     | AUS    | Red Bull-Bora-hansgrohe | "                    |
| 05.   | Oded Kogut       | ISR    | Israel-Premier Tech     | "                    |
| 06.   | Maikel Zijlaard  | NED    | Tudor Pro Cycling Team  | "                    |
| 07.   | Danny van Poppel | NED    | Red Bull-Bora-hansgrohe | "                    |
| 08.   | Phil Bauhaus     | GER    | Bahrain Victorious      | "                    |
| 09.   | Elmar Reinders   | NED    | Team Jayco AlUla        | "                    |
| 10.   | Luka Mezgec      | SLO    | Team Jayco AlUla        | "                    |

| Platz | Fahrer              | Nation | Team                    | Zeit       |
| ----- | ------------------- | ------ | ----------------------- | ---------- |
| 01.   | Tadej Pogačar       | SLO    | UAE Team Emirates-XRG   | 15:40:34 h |
| 02.   | Joshua Tarling      | GBR    | Ineos Grenadiers        | + 0:21 min |
| 03.   | Iván Romeo          | ESP    | Movistar Team           | + 0:27 min |
| 04.   | Finn Fisher-Black   | NZL    | Red Bull-Bora-hansgrohe | + 0:28 min |
| 05.   | Jay Vine            | AUS    | UAE Team Emirates-XRG   | + 0:36 min |
| 06.   | Giulio Ciccone      | ITA    | Lidl-Trek               | + 0:37 min |
| 07.   | Pello Bilbao        | ESP    | Bahrain Victorious      | + 0:38 min |
| 08.   | Lennert Van Eetvelt | BEL    | Lotto                   | "          |
| 09.   | Harold Tejada       | COL    | XDS Astana Team         | + 0:41 min |
| 10.   | Oscar Onley         | GBR    | Team Picnic PostNL      | + 0:44 min |

### Etappe 6: Abu Dhabi – Abu Dhabi (165 km)
Die sechste Etappe fand im Großraum von Abu Dhabi statt. Der Start erfolgte auf der Hudayriat Island vor dem Abu Dhabi Cycle Club. Vorbei an der Zayed Sports City und der Scheich-Zayid-Moschee ging es auf den ersten Kilometern zur Khalifa City, ehe die Strecke auf den Yas Marina Circuit führte, wo bei Kilometer 70,5 der erste Zwischensprint ausgefahren wurde. Hier setzte sich Đorđe Đurić vor Carlos Samudio (beide Solution Tech-Vini Fantini) und Manuele Tarozzi (VF Group-Bardiani CSF-Faizanè) durch. Der vierte Fahrer der Ausreißergruppe, Kristian Sbaragli (Solution Tech-Vini Fantini), holte ebenfalls einen Punkt. Auf der E12 ging es im Anschluss auf die Al Saadiyat Island zum Louvre Abu Dhabi. Nachdem die Sheikh Khalifa Bridge überquert worden war, wurden die Inseln Al Maryah, Al Reem und Umm Yifeenah befahren. Danach ging es über die Umm Yifeenah Bridge und durch das Zentrum von Abu Dhabi zum Qasr Al Hosn, wo bei Kilometer 142 der zweite Zwischensprint erfolgt. Dabei setzte sich Đorđe Đurić erneut vor Carlos Samudio und Manuele Tarozzi durch. Nachdem die Ausreißer gestellt worden waren, kam es beim Abu Dhabi Breakwater nahe dem Qasr Al Watan zu einem Massensprint.
| Platz | Fahrer                 | Nation | Team                          | Zeit                 |
| ----- | ---------------------- | ------ | ----------------------------- | -------------------- |
| 01.   | Tim Merlier            | BEL    | Soudal Quick-Step             | 3:44:14 (44,15 km/h) |
| 02.   | Jasper Philipsen       | BEL    | Alpecin-Deceuninck            | "                    |
| 03.   | Jonathan Milan         | ITA    | Lidl-Trek                     | "                    |
| 04.   | Max Walscheid          | GER    | Team Jayco AlUla              | "                    |
| 05.   | Fabio Jakobsen         | NED    | Team Picnic PostNL            | "                    |
| 06.   | Dušan Rajović          | SRB    | Solution Tech-Vini Fantini    | "                    |
| 07.   | Daniel Skerl           | ITA    | Bahrain Victorious            | "                    |
| 08.   | Enrico Zanoncello      | ITA    | VF Group-Bardiani CSF-Faizanè | "                    |
| 09.   | Sam Welsford           | AUS    | Red Bull-Bora-hansgrohe       | "                    |
| 10.   | Steffen De Schuyteneer | BEL    | Lotto                         | "                    |

| Platz | Fahrer              | Nation | Team                    | Zeit       |
| ----- | ------------------- | ------ | ----------------------- | ---------- |
| 01.   | Tadej Pogačar       | SLO    | UAE Team Emirates-XRG   | 19:24:48 h |
| 02.   | Joshua Tarling      | GBR    | Ineos Grenadiers        | + 0:21 min |
| 03.   | Iván Romeo          | ESP    | Movistar Team           | + 0:27 min |
| 04.   | Finn Fisher-Black   | NZL    | Red Bull-Bora-hansgrohe | + 0:28 min |
| 05.   | Jay Vine            | AUS    | UAE Team Emirates-XRG   | + 0:36 min |
| 06.   | Giulio Ciccone      | ITA    | Lidl-Trek               | + 0:37 min |
| 07.   | Pello Bilbao        | ESP    | Bahrain Victorious      | + 0:38 min |
| 08.   | Lennert Van Eetvelt | BEL    | Lotto                   | "          |
| 09.   | Harold Tejada       | COL    | XDS Astana Team         | + 0:41 min |
| 10.   | Oscar Onley         | GBR    | Team Picnic PostNL      | + 0:44 min |

### Etappe 7: Al-Ain – Jebel Hafeet (176 km)
Die siebte und letzte Etappe führte von Al-Ain auf den Jebel Hafeet (1025 m). Der Start erfolgte vor dem Hazza Bin Zayed Stadion. Nach einer anfänglichen Schleife über Hili, gelangten die Fahrer zum Flughafen Al-Ain, wo das Hauptfeld nach rund 50 Kilometern aufgrund des Windes zerfiel. Beim ersten Zwischensprint vor dem Al Ain Cycle Club sicherte sich Jonathan Milan (Lidl-Trek) nach 61,6 Kilometern die meisten Punkte vor Robbe Ghys (Alpecin-Deceuninck), Alexei Luzenko (Israel-Premier Tech) und Logan Currie (Lotto). Nachdem die United Arab Emirates University passiert worden war, führte die Strecke in Richtung Westen, ehe die Fahrer beim Al Ankah Fort wendeten. Nachdem Al-Ain wieder erreicht worden war, wurde nach 162,1 Kilometern beim Green Mubazzara der zweite Zwischensprint ausgefahren. Hier setzte sich erneut Jonathan Milan durch. Dahinter folgten Carlos Samudio (Solution Tech-Vini Fantini), Tim Merlier und Casper Pedersen (beide Soudal Quick-Step). Der Schlussanstieg auf den Jebel Hafeet wies im Anschluss auf einer Länge von 10,8 Kilometern eine durchschnittliche Steigung von 6,6 % auf.
| Platz | Fahrer            | Nation | Team                    | Zeit                 |
| ----- | ----------------- | ------ | ----------------------- | -------------------- |
| 01.   | Tadej Pogačar     | SLO    | UAE Team Emirates-XRG   | 3:44:14 (44,15 km/h) |
| 02.   | Giulio Ciccone    | ITA    | Lidl-Trek               | + 0:33 min           |
| 03.   | Pello Bilbao      | ESP    | Bahrain Victorious      | + 0:35 min           |
| 04.   | Iván Romeo        | ESP    | Movistar Team           | + 0:49 min           |
| 05.   | Oscar Onley       | GBR    | Team Picnic PostNL      | + 1:16 min           |
| 06.   | Pablo Castrillo   | ESP    | Movistar Team           | + 1:25 min           |
| 07.   | Finn Fisher-Black | NZL    | Red Bull-Bora-hansgrohe | + 2:05 min           |
| 08.   | Junior Lecerf     | BEL    | Soudal Quick-Step       | + 2:11 min           |
| 09.   | Patrick Konrad    | AUT    | Lidl-Trek               | + 2:33 min           |
| 10.   | Ramses Debruyne   | BEL    | Alpecin-Deceuninck      | + 2:51 min           |

| Platz | Fahrer            | Nation | Team                    | Zeit       |
| ----- | ----------------- | ------ | ----------------------- | ---------- |
| 01.   | Tadej Pogačar     | SLO    | UAE Team Emirates-XRG   | 23:08:42 h |
| 02.   | Giulio Ciccone    | ITA    | Lidl-Trek               | + 1:14 min |
| 03.   | Pello Bilbao      | ESP    | Bahrain Victorious      | + 1:19 min |
| 04.   | Iván Romeo        | ESP    | Movistar Team           | + 1:26 min |
| 05.   | Oscar Onley       | GBR    | Team Picnic PostNL      | + 2:10 min |
| 06.   | Finn Fisher-Black | NZL    | Red Bull-Bora-hansgrohe | + 2:43 min |
| 07.   | Pablo Castrillo   | ESP    | Movistar Team           | + 2:59 min |
| 08.   | Junior Lecerf     | BEL    | Soudal Quick-Step       | + 3:49 min |
| 09.   | Harold Tejada     | COL    | XDS Astana Team         | + 3:52 min |
| 10.   | Patrick Konrad    | AUT    | Lidl-Trek               | + 4:00 min |

## Vergabe der UCI-Punkte
Die UAE Tour ist Teil der UCI WorldTour 2025. Während des Rennens wurden UCI-Punkte vergeben, die sich auf die Platzierung der Fahrer und Mannschaften im UCI Ranking auswirkten. Die Punktevergabe erfolgte nach folgendem Schlüssel:
| Platzierung    | 1.  | 2.  | 3.  | 4.  | 5.  | 6.  | 7. | 8. | 9. | 10. | Anmerkung                              |
| -------------- | --- | --- | --- | --- | --- | --- | -- | -- | -- | --- | -------------------------------------- |
| Gesamtwertung  | 300 | 250 | 215 | 175 | 120 | 115 | 95 | 75 | 60 | 50  | gestaffelt bis zum 60. Platz (1 Punkt) |
| Punktewertung  | 6   | —   | —   | —   | —   | —   | —  | —  | —  | —   |                                        |
| Etappenwertung | 40  | 25  | 20  | 15  | 10  | 8   | 6  | 3  | 2  | 1   |                                        |
| Führung        | 6   | —   | —   | —   | —   | —   | —  | —  | —  | —   | Gesamtführender nach jeder Etappe      |

## Wertungen im Verlauf
| Etappe         | Etappensieger  | Gesamtwertung  | Punktewertung  | Zwischsprintwertung | Nachwuchswertung | Teamwertung             |
| -------------- | -------------- | -------------- | -------------- | ------------------- | ---------------- | ----------------------- |
| 1              | Jonathan Milan | Jonathan Milan | Jonathan Milan | Manuele Tarozzi     | Jonathan Milan   | Red Bull-Bora-hansgrohe |
| 2              | Joshua Tarling | Joshua Tarling | Joshua Tarling | Manuele Tarozzi     | Joshua Tarling   | Ineos Grenadiers        |
| 3              | Tadej Pogačar  | Tadej Pogačar  | Tadej Pogačar  | Carlos Samudio      | Joshua Tarling   | Ineos Grenadiers        |
| 4              | Jonathan Milan | Tadej Pogačar  | Jonathan Milan | Đorđe Đurić         | Joshua Tarling   | Ineos Grenadiers        |
| 5              | Tim Merlier    | Tadej Pogačar  | Jonathan Milan | Đorđe Đurić         | Joshua Tarling   | Movistar Team           |
| 6              | Tim Merlier    | Tadej Pogačar  | Jonathan Milan | Đorđe Đurić         | Joshua Tarling   | Movistar Team           |
| 7              | Tadej Pogačar  | Tadej Pogačar  | Jonathan Milan | Đorđe Đurić         | Iván Romeo       | Movistar Team           |
| Wertungssieger | Wertungssieger | Tadej Pogačar  | Jonathan Milan | Đorđe Đurić         | Iván Romeo       | Movistar Team           |